# Gesetz zur vorläufigen Regelung des Rechts der Industrie- und Handelskammern
Das Gesetz zur vorläufigen Regelung des Rechts der Industrie- und Handelskammern ist ein deutsches Bundesgesetz und regelt die Zuständigkeit, Organisation und Mitgliedschaft in einer Industrie- und Handelskammer. Demnach ist eine IHK eine Körperschaft des öffentlichen Rechts. Die meisten Bundesländer haben zusätzliche Landesgesetze dazu erlassen.

## Inhalt
Die IHK hat (§ 1) gesetzlich die Aufgabe, „das Gesamtinteresse der […] Gewerbetreibenden ihres Bezirkes wahrzunehmen“. Dabei obliegt ihnen u. a. insbesondere „für Wahrung von Anstand und Sitte des ehrbaren Kaufmanns zu wirken“. Sie hat das Recht auf Ausstellung von Ursprungszeugnissen sowie Carnets und ist maßgeblich an der Berufsausbildung beteiligt.
Organe der IHK sind die Vollversammlung, der Präsident und der Hauptgeschäftsführer, letztere werden von der Vollversammlung gewählt.

## Geschichte
Historisch ist das Recht der Handelskammern und später der Industrie- und Handelskammern Landesrecht. Beispielsweise regelte das Gesetz, die Handelskammern betreffend die Handelskammern im Großherzogtum Hessen. In der Zeit des Nationalsozialismus wurde die Selbstverwaltung der Wirtschaft abgeschafft und die IHKs schließlich durch Gauwirtschaftskammern ersetzt. Nach dem Zweiten Weltkrieg wurden die IHK durch Verordnungen der Militärregierungen wieder eingerichtet. In der Folge wurden erneut landesrechtliche Regelungen getroffen. Das Grundgesetz für die Bundesrepublik Deutschland regelte in Art. 74 (1) Ziffer 11 GG, dass „das Recht der Wirtschaft“ ein Sachgebiet der Konkurrierenden Gesetzgebung wurde. 1956 nahm der Bundestag sein Gesetzgebungsrecht wahr und traf mit dem Gesetz zur vorläufigen Regelung des Rechts der Industrie- und Handelskammern eine bundesgesetzliche Regelung und damit erstmals ein bundesweit einheitliches Recht der Industrie- und Handelskammern.